# Giulio Neri
Giulio Neri est une basse italienne né à Sienne le 21 mai 1909 et mort à Rome le 21 avril 1958. C'est l'un des rares chanteurs italiens à posséder une réelle voix de basse profonde au XXe siècle[réf. nécessaire].

## Biographie
Giulio Neri étudie d'abord à Florence avec Ferraresi, puis au Conservatoire de musique de Rome, où il débute en 1935 (Teatro Quatro Fontane). Il chante d'abord de petits rôles, mais dès 1938, après ses débuts à l'Opéra de Rome, il s'impose comme l'une des plus importantes basses de sa génération.
Il chante alors dans toute l'Italie, où il brille dans le répertoire italien (Oroveso, Baldassare, Sparafucile, Padre Guardiano, Grand Inquisitore, Ramfis, Alvise, Mefistofele, etc) et allemand (Roi Heinrich, Roi Marke, Titurel, etc), mais est aussi un mémorable Basilio dans Il Barbiere di Siviglia.
À l'étranger, il parait à Londres, Munich, Salzbourg, Barcelone, Buenos Aires, Rio de Janeiro, puis sa carrière est brusquement interrompue par sa mort soudaine et prématurée à l'âge de 48 ans.

## Sources
- Harold Rosenthal, John Warrack, Roland Mancini et Jean-Jacques Rouveroux, Guide de l'opéra, Paris, Fayard, coll. « Les indispensables de la musique », 1995, 968 p. (ISBN 978-2-213-59567-2)